# Хайнрих I фон Финстинген
Хайнрих I фон Финстинген 'Стари' (на немски: Heinrich von Vinstingen; Heinrich I von Vinstingen-Brackenkopf-Fauquemont; * пр. 1307; † 7 септември или сл. 1 декември 1335) е господар на Финстинген, Бракенкопф и Фалкенберг (Фолкемон) в Херцогство Лотарингия.

## Произход
Той е син на Йохан I фон Финстинген († 1303), господар на Малберг, Фалкенберг, Финстинген, и неизвестната му по име съпруга. Внук е на Куно фон Малберг „Велики“, господар на Финстинген († 1262), господар на Фалкенберг, и съпругата му графиня фон Лайнинген, дъщеря на граф Фридрих II фон Саарбрюкен-Хартенбург-Лайнинген († 1237) и графиня Агнес фон Еберщайн († 1263). Правнук е на Мербодо II фон Малберг († сл. 1225) и съпругата му Ита фон Мандершайд († 1237). Роднина е на Хайнрих II фон Финстинген, архиепископ на Трир и курфюрст на Курфюрство Трир (1260 – 1286).
Фамилията притежава господството Финстинген през 1439 г. чрез Ханс фон Финстинген. Последният потомък на фамилията, Йохан фон Финстинген, умира края на 15 век. Чрез дъщеря му част от господството отива на фамилията фон Залм. През 1665 г. господството отива на херцога на Лотарингия.

## Фамилия
Хайнрих фон Финстинген-Фалкенберг се жени пр. 31 май 1319 г. за Валбурга фон Хорбург († 25 септември 1362, погребана в Саарбург), дъщеря на Буркард фон Хорбург († 25 май 1315) и съпругата му Аделхайд фон Фрайбург († 17 януари 1300), дъщеря на граф Конрад I фон Урах-Фрайбург († 1271/1272) и София фон Хоенцолерн († ок. 1270), дъщеря на Фридрих II фон Хоенцолерн († ок. 1255), бургграф на Нюрмберг и Елизабет фон Хабсбург. Те имат децата:
- Хилдегард фон Финстинген-Бракенкопф (* 1349, † 14 февруари 1382 или 1386), омъжена пр. 12 февруари 1348 г. за Лудвиг III фон Лихтенберг († 1369)
- Улрих фон Финстинген († между 12 юли 1387 и 9 октомври 1389), ландфогт в Елзас, господар на Фалкенберг (Fauquemont), женен I. за Мари де Жоанвил († сл. 1386), II. за Мари д' Аспремонт († сл. 10 септември 1380), III. за фон Етендорф-Хоенфелс в Елзас
- Клара фон Финстинген-Бракенкопф (* пр. 1340; † сл. 1365), омъжена за граф Йохан II фон Сарверден († сл. 1380/1381)
- Аделхайд фон Финстинген-Бракенкопф († сл. 1340), омъжена пр. 30 ноември 1335 г. за граф Фолмар фон Лютцелщайн († сл. 1367)
- Йохан II фон Финстинген († сл. 11 януари 1379), ландфогт в Елзас, капитулар в Страсбург и Кьолн
- Хайнрих фон Финстинген-Бракенкопф († сл. 1339)
- Буркард I фон Финстинген († 20 март 1377), господар на Финстинген-Шьонекен, женен I. за Маргарета фон Хайнсберг-Фалкенбург († сл. 18 октомври 1360), II. пр. 2 януари 1362 г. за бургграфиня Бланшефлор фон Фалкенщайн († сл. 10 юни 1379)
- Валентин фон Финстинген († сл 1359, Вайсенбург), абат на Горце
- Агнес фон Финстинген-Бракенкопф († сл. 1362)
- ? Валпургис фон Финстинген-Бракенкопф, омъжена за Хайнрих фон Варсберг-Бланкенберг (* пр. 1327; † сл. 1347)
- ? Хуго фон Финстинген-Бракенкопф († сл. 1363)
- ? Агнес фон Финстинген
- ? Анна фон Финстинген